# Ziad Jaziri
Ziad Jaziri, né le 12 juillet 1978 à Sousse, est un footballeur tunisien actif de 1999 à 2008.
Il joue au poste d'attaquant, notamment au sein de l'équipe de Tunisie.

## Carrière

### Clubs
- juillet 1999-juillet 2003 : Étoile du Sahel (Tunisie)
- juillet 2003-août 2005 : Gaziantepspor (Turquie)
- août 2005-juillet 2007 : ES Troyes AC (France)
- juillet 2007-juillet 2008 : Koweït SC (Koweït)

Il occupe en 2011 le poste de responsable de la cellule de recrutement de l'Étoile sportive du Sahel. Le 22 août 2012, il est nommé premier responsable de l'équipe des seniors de football et conseiller technique au sein du club.

### Équipe nationale
Il fait ses débuts internationaux en décembre 1999 contre l'équipe du Ghana.
Jaziri est notamment décisif lors de la coupe d'Afrique des nations 2004 remportée à domicile par la sélection tunisienne, notamment en inscrivant le but décisif en finale face au Maroc.
Il participe à la coupe du monde 2002 puis à la coupe du monde 2006 avec l'équipe de Tunisie. Il compte 64 sélections en équipe nationale pour quatorze buts.

## Palmarès
- Vainqueur de la coupe d'Afrique des nations 2004 avec la sélection tunisienne
- Vainqueur de la coupe de la CAF 1999 avec l'Étoile sportive du Sahel

## Affaire de drogue
Le 13 juillet 2011, il est arrêté par la police tunisienne pour son implication présumée dans un trafic de drogue, à la suite de Hatem Trabelsi et Oussama Sellami. Le 19 juillet, après six jours passés en garde à vue, le juge d'instruction émet un mandat de dépôt contre lui et libère les deux autres joueurs dont les résultats des tests se sont avérés négatifs. Le 1er février 2012, il est condamné à un an de prison et 1 000 dinars d'amende ; les joueurs de la sélection nationale avaient enfilé des maillots portant la mention « Solidaires avec Zied Jaziri » quelques jours auparavant, à la fin d'une rencontre lors de la CAN 2012.
Le 12 juillet 2012, il est libéré après avoir purgé sa peine.